# Giro dell'Emilia 1947
Il Giro dell'Emilia 1947, trentaduesima edizione della corsa, si svolse il 4 ottobre 1947 su un percorso di 240 km. La vittoria fu appannaggio dell'italiano Fausto Coppi, che completò il percorso in 6h51'00", precedendo i connazionali Gino Bartali e Alfredo Martini.

## Ordine d'arrivo (Top 10)
| Pos. | Corridore          | Squadra      | Tempo    |
| ---- | ------------------ | ------------ | -------- |
| 1    | Fausto Coppi       | Bianchi      | 6h51'00" |
| 2    | Gino Bartali       | Legnano      | a 10'35" |
| 3    | Alfredo Martini    | Welter-Ursus | a 14'35" |
| 4    | Michele Motta      | Lygie        | a 17'10" |
| 5    | Antonio Bevilacqua | Lygie        | s.t.     |
| 6    | Italo De Zan       | Lygie        | a 18'35" |
| 7    | Sergio Maggini     | Benotto      | s.t.     |
| 8    | Ubaldo Pugnaloni   | Wally        | s.t.     |
| 9    | Giorgio Cargioli   | Benotto      | s.t.     |
| 10   | Bruno Pasquini     | Tebag        | s.t.     |